# Ugthorpe
Ugthorpe – wieś w Anglii, w hrabstwie North Yorkshire, w dystrykcie (unitary authority) North Yorkshire. Leży 63 km na północ od miasta York i 334 km na północ od Londynu. W 2001 miejscowość liczyła 201 mieszkańców.